# إيريز غيرشتاين
إيريز غيرشتاين (بالعبرية: ארז גרשטיין‏) (13 مارس 1960 – 28 فبراير 1999) هو عميد إسرائيلي (طات ألوف) تولى قيادة وحدة الاتصال بلبنان التابعة لقوات الدفاع الإسرائيلية وقُتل في صراع جنوب لبنان عام 1999 بانفجار عبوة ناسفة زرعها عناصر حزب الله.

## حياته
ولد إيريز في العفولة، وكان الإبن الأكبر بين أخوته. والدته شولا كيشيك كانت مهاجرة من سوريا، ووالده رافائيل غيرستين من الأرجنتين. نشأ في كيبوتس رشافيم، حيث التحق بالمدرسة الابتدائية والثانوية هناك. أمضى سنة الخدمة متطوعًا في كيبوتس هاريل قبل خدمته العسكرية.
وكان لدى إيريز ابن اسمه عمر، الذي تبعه واصبح ضابطًا في الجيش الإسرائيلي.

## الخدمة العسكرية
تم تجنيد إيريز في الجيش الإسرائيلي عام 1979، وتطوع في قوة الكوماندوز البحرية شايطت 13، ولكن تم فصله بعد عام، وأدى خدمته العسكرية في لواء جولاني . خدم كجندي وقائد فرقة في سرية الاستطلاع التابعة للواء. وفي عام 1981 أصبح ضابط مشاة بعد أن أنهى مدرسة الضباط المرشحين وعاد إلى لواء غولاني. في حرب لبنان عام 1982 شغل منصب قائد فصيلة في سرية الاستطلاع وقاتل في معركة الشقيف. وكان إيريز قد أصيب خلال المعركة لكنه بقي حتى انتهاء القتال. في فبراير 1983، ترك الجيش كقائد سرية، وفي يونيو من ذلك العام، غادر إسرائيل مع صديقته في رحلة في جميع أنحاء الأمريكتين. عاد إلى إسرائيل بعد عام وانضم إلى الشاباك، لكنه ترك الدراسة أثناء تدريبه.
وفي عام 1985، عاد إيريز إلى الخدمة العسكرية الفعلية وقاد سرية الاستطلاع التابعة للواء والكتيبة 51 التابعة للواء غولاني في عمليات مكافحة حرب العصابات في جنوب لبنان . وبعد ذلك تولى قيادة كتيبة في دورة قائد فرقة ولواء إقليمي في جنوب لبنان.
وفي عام 1995 تم تعيينه قائداً للواء غولاني.  وتزوج من صديقته في نفس العام، وأنجبا ابنهما عمر في عام 1997. خلال هذا الوقت، قاد إيريز اللواء في سلسلة من العمليات في جنوب لبنان أسفرت عن مقتل عدد كبير من عناصر حزب الله. وبعد ذلك تولى قيادة وحدة الارتباط في لبنان.
في 2 مارس 1999، كان إيريز وجنديين إسرائيليين، الضابط عماد أبو ريش والرقيب أول عمر الكابيتس، يرافقون مراسل صوت إسرائيل إيلان رويه خلال غزوة قصيرة إلى جنوب لبنان في مركبة مدرعة. انفجرت عبوة ناسفة زرعها حزب الله على الطريق الواصلة بين إبل السقي وكوكبا، مما أدى إلى مقتل جميع من كان بداخلها.